# 1997-es salakmotor-világbajnokság
Az 1997-es salakmotor-világbajnokság a Speedway Grand Prix éra 3., összességében pedig a széria 52. szezonja volt. Az idény május 17-én kezdődött Csehországban a Markéta Stadionban és Dániában végződött a Speedway Centerben szeptember 20-án.
Greg Hancock szerezte meg a bajnoki címet, a címvédő Billy Hamilllel és Tomasz Gollobbal szemben.

## Versenyzők
A szezon során összesen 17 állandó versenyző vett részt a versenyeken. A résztvevők a következőképpen tevődtek össze:
- Az 1996-os szezon első nyolc helyezettje automatikusan helyet kapott a mezőnyben.[4]
- Az idény előtt megrendezett Grand Prix Challenge négy leggyorsabb versenyzője, valamint az Intercontinental Final és a Continental Final kettő leggyorsabbja  és a Junior-bajnokság győztese kvalifikálhatott a mezőnybe.[5][6][7]

| #                        | Motorversenyző     | Továbbjutás        | Fordulók           |
| Állandó résztvevők       | Állandó résztvevők | Állandó résztvevők | Állandó résztvevők |
| ------------------------ | ------------------ | ------------------ | ------------------ |
| 1                        | Billy Hamill       | automatikus        | összes             |
| 2                        | Hans Nielsen       | automatikus        | összes             |
| 3                        | Greg Hancock       | automatikus        | összes             |
| 4                        | Tony Rickardsson   | automatikus        | összes             |
| 5                        | Henrik Gustafsson  | automatikus        | 1–2, 4–5           |
| 6                        | Peter Karlsson     | automatikus        | összes             |
| 7                        | Mark Loram         | automatikus        | összes             |
| 8                        | Chris Louis        | automatikus        | összes             |
| 9                        | Simon Wigg         | kvalifikáció       | 1, 3, 5            |
| 10                       | Leigh Adams        | kvalifikáció       | összes             |
| 11                       | Jimmy Nilsen       | kvalifikáció       | összes             |
| 12                       | Brian Andersen     | kvalifikáció       | összes             |
| 13                       | Tomasz Gollob      | kvalifikáció       | összes             |
| 14                       | Sławomir Drabik    | kvalifikáció       | összes             |
| 15                       | Piotr Protasiewicz | kvalifikáció       | 1, 3–6             |
| 17                       | Mikael Karlsson    | kvalifikáció       | 2, 4, 6            |
| 18                       | Andy Smith         | kvalifikáció       | 2–4, 6             |
| Szabadkártyás résztvevők |                    |                    |                    |
| 16                       | Tomáš Topinka      |                    | 1                  |
| 16                       | Jason Crump        |                    | 2                  |
| 16                       | Robert Barth       |                    | 3                  |
| 16                       | Joe Screen         |                    | 4                  |
| 16                       | Rafał Dobrucki     |                    | 5                  |
| 16                       | Jesper B. Jensen   |                    | 6                  |

Megjegyzés:
- Csak azok a résztvevők szerepelnek a listán, akik legalább egy versenyen részt vettek a szezon során.

## Versenynaptár és eredmények
| Forduló | Dátum          | Helyszín           | Győztes        | Második          | Harmadik         | Negyedik           | Listavezető  | Előny |
| ------- | -------------- | ------------------ | -------------- | ---------------- | ---------------- | ------------------ | ------------ | ----- |
| 1       | május 17.      | Markéta Stadium    | Greg Hancock   | Billy Hamill     | Tomasz Gollob    | Slawomir Drabik    | Greg Hancock | 5     |
| 2       | június 14.     | Motorstadium       | Tomasz Gollob  | Greg Hancock     | Tony Rickardsson | Hans Nielsen       | Greg Hancock | 2     |
| 3       | július 5.      | Stadion Ellermühle | Hans Nielsen   | Brian Andersen   | Greg Hancock     | Billy Hamill       | Greg Hancock | 14    |
| 4       | augusztus 9.   | Odsal Stadium      | Brian Andersen | Billy Hamill     | Jimmy Nilsen     | Mark Loram         | Greg Hancock | 7     |
| 5       | augusztus 30.  | Stadion Olimpijski | Greg Hancock   | Billy Hamill     | Tomasz Gollob    | Piotr Protaisewicz | Greg Hancock | 12    |
| 6       | szeptember 20. | Speedway Center    | Mark Loram     | Tony Rickardsson | Greg Hancock     | Tomasz Gollob      | Greg Hancock | 17    |

## Végeredmény
Pontrendszer
| Helyezés | 1. | 2. | 3. | 4. | 5. | 6. | 7. | 8. | 9. | 10. | 11. | 12. | 13. | 14. | 15. | 16. | 17. | 18. |
| -------- | -- | -- | -- | -- | -- | -- | -- | -- | -- | --- | --- | --- | --- | --- | --- | --- | --- | --- |
| Pont     | 25 | 20 | 18 | 16 | 14 | 13 | 12 | 11 | 9  | 8   | 7   | 6   | 4   | 3   | 2   | 1   | 0   | 0   |

| Pozíció | Versenyző          | CZE | SWE | GER | GBR | POL | DEN | Pont |
| ------- | ------------------ | --- | --- | --- | --- | --- | --- | ---- |
|         | Greg Hancock       | 25  | 20  | 18  | 12  | 25  | 18  | 118  |
|         | Billy Hamill       | 20  | 12  | 16  | 20  | 20  | 13  | 101  |
|         | Tomasz Gollob      | 18  | 25  | 1   | 14  | 18  | 16  | 92   |
| 4.      | Tony Rickardsson   | 11  | 18  | 14  | 13  | 14  | 20  | 90   |
| 5.      | Mark Loram         | 7   | 13  | 8   | 16  | 12  | 25  | 81   |
| 6.      | Brian Andersen     | 9   | 14  | 20  | 25  | 4   | 8   | 80   |
| 7.      | Hans Nielsen       | 8   | 16  | 25  | 7   | 7   | 12  | 75   |
| 8.      | Jimmy Nilsen       | 13  | 7   | 13  | 18  | 9   | 11  | 71   |
| 9.      | Chris Louis        | 12  | 4   | 12  | 4   | 13  | 14  | 59   |
| 10.     | Leigh Adams        | 6   | 6   | 9   | 9   | 3   | 9   | 42   |
| 11.     | Sławomir Drabik    | 16  | 2   | 6   | 2   | 11  | 1   | 38   |
| 12.     | Peter Karlsson     | 4   | 11  | 3   | 6   | 6   | 7   | 37   |
| 13.     | Piotr Protasiewicz | 1   | –   | 11  | 0   | 16  | 3   | 31   |
| 14.     | Andy Smith         | –   | 9   | 4   | 3   | –   | 6   | 22   |
| 15.     | Henrik Gustafsson  | 14  | 3   | –   | 1   | 2   | –   | 20   |
| 16.     | Mikael Karlsson    | –   | 1   | –   | 11  | –   | 2   | 14   |
| 17.     | Simon Wigg         | 3   | –   | 2   | –   | 8   | –   | 13   |
| 18.     | Jason Crump        | –   | 8   | –   | –   | –   | –   | 8    |
| 19.     | Joe Screen         | –   | –   | –   | 8   | –   | –   | 8    |
| 20.     | Robert Barth       | –   | –   | 7   | –   | –   | –   | 7    |
| 21.     | Jesper B. Jensen   | –   | –   | –   | –   | –   | 4   | 4    |
| 22.     | Tomáš Topinka      | 2   | –   | –   | –   | –   | –   | 2    |
| 23.     | Rafał Dobrucki     | –   | –   | –   | –   | 1   | –   | 1    |
| Pozíció | Versenyző          | CZE | SWE | GER | GBR | POL | DEN | Pont |

| Szín      | Eredmény                 |
| --------- | ------------------------ |
| Arany     | Győztes                  |
| Ezüst     | 2. helyezett             |
| Bronz     | 3. helyezett             |
| Sötétzöld | 4. helyezett             |
| Zöld      | A középdöntőben kiesett  |
| Fehér     | A selejtezőben kiesett   |
| Piros     | Nem vett részt a futamon |